# Земенски манастир
Земенски манастир (манастир Белово) или манастир Светог Јована Богослова је манастир на територији данашње Бугарске. Налази се на североисточним падинама Коњавске планине, на левој обали реке Струме код Белова а близу Земена (жељезничке станице), једног од најмањих градова у Бугарској.

## Историја
Манастир је саграђен у 11. веку. Српски племић, севастократор Дејан са својом супругом Теодором из Ђустендила, га обнавља у 14. веку, и он постаје његова задужбина. У њој су сачувани живописани ликови ктитора Дејана и Доје (Теодоре), са неколико српских натписа. Властелин Дејан је зет цара Душана, и отац Константина Драгаша.
Током турске владавине манастир је био напуштен, док је од некадашњег манастира остала само црква. Манастирски храм је посвећен Св. Јовану Богослову. У 19. веку више пута је обнављан и тада је изграђен његов конак. Ту се у цркви налази и фреска са ликом Св. Јована Рилског.
Рестаурација манастира је почела седамдесетих година 20. века. Манастирска црква је 1966. године постала споменик културе, а манастир је претворен у музеј.

## Архитектура
Камена црква је саграђена у облику коцке димензија 9 x 9 м. Купола почива на цилиндричном бубњу, украшена слепим луковима. Има четвороводан кров. Унутра је масивним каменим олтар, под је прекривен мозаиком мермера и обојеног камена.

## Галерија
- Манастирски конак из 19.века
- Фреске у цркви манастира
- Деспот Дејан и његова супруга